# Walter Withers

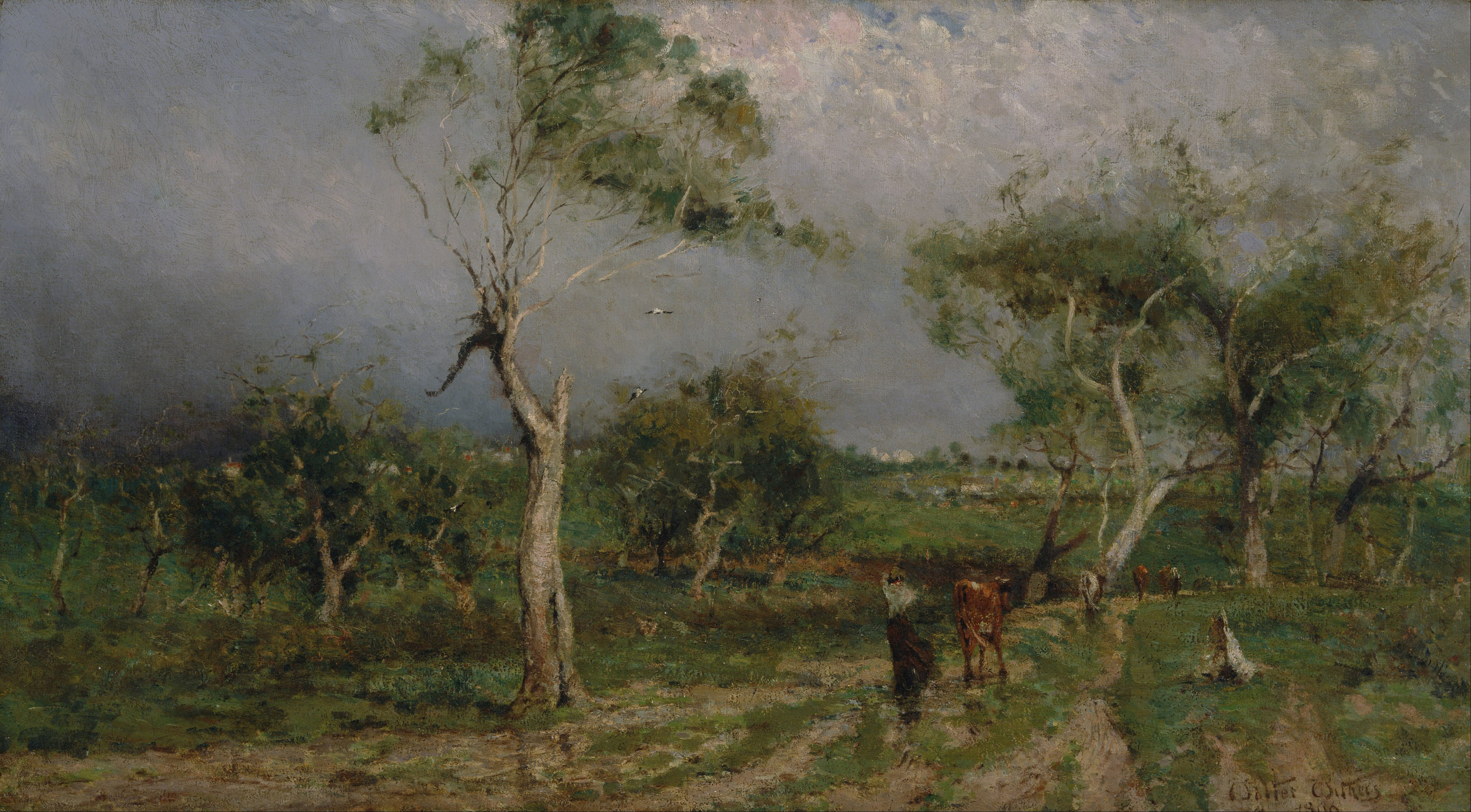
Withers’ The Storm, das 1897 den ersten Wynne-Preis gewann

Walter Herbert Withers (* 22. Oktober 1854 in Aston Manor, England; † 13. Oktober 1914 in Eltham, Australien) war ein australischer Landschaftskünstler und ein Mitglied der Heidelberg School, der australischen Impressionisten.

## Leben und Wirken
Withers wurde in Warwickshire im heutigen Birmingham als eines von vierzehn Kindern geboren. Er zeigte ein frühes Verlangen zur Malerei, wogegen sein Vater Edwin Withers sich jedoch sträubte. Es ist unbekannt, welcher Beschäftigung er in England nachging. Sein Vater wollte jedoch nicht, dass er ein professioneller Maler wird.
1882 kam er in Australien mit der Absicht an, auf einer Farm zu arbeiten. Nachdem er für ungefähr 18 Monate auf einer Farm gearbeitet hatte, machte sich Withers auf nach Melbourne und bezog dort eine Stelle als technischer Zeichner in einer Druckerfirma. Dort fertigte er mit Kreide Porträts in schwarzweiß für verschiedene Zeitschriften. In seiner Freizeit bemühte sich Withers, seine Kunst zu kultivieren. Schließlich wurde eines seiner Werke für eine Ausstellung in der Old Academy, Melbourne, angenommen. In dieser Zeit lernte er Frederick McCubbin, Tom Roberts und Louis Abrahams kennen, mit denen er lebenslang befreundet blieb.
1887 ging Withers nach Europa. Am 11. Oktober 1887 heiratete er Fanny Flinn in Handsworth-with-Soho, Staffordshire. Das Paar ließ sich in einer kleinen Wohnung in Paris nieder. Für ein paar Monate studierte er an der Académie Julian.
Da ihm der Auftrag erteilt worden war, Schwarzweißarbeiten für Fergusson & Mitchell aus Melbourne zu erledigen, kehrten er und seine Frau im Juni 1888 nach Australien zurück. Sein bekanntestes Werk dieser Art kann gefunden werden in den Illustrationen zu Edmund Finns The Chronicles of Early Melbourne.
Zunächst ließ sich Withers in Kew nieder, einem Vorort von Melbourne, anschließend in Eaglemont auf der anderen Seite des Yarra River. Er begann, ein paar Bilder zu verkaufen, aber die Depression der 1890er Jahre setzte seiner illustrativen Arbeit ein Ende.

### Einfluss

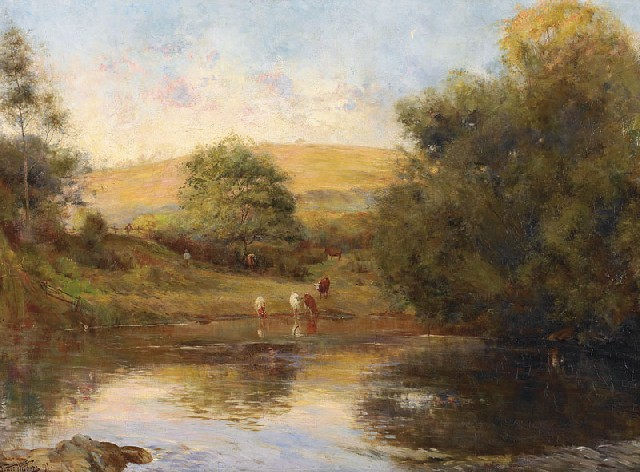
After the Heat of the Day (1891)

Withers Einfluss als Maler auf jüngere Studenten seiner Zeit war beachtlich. Er bezog einige Stellen als Lehrmeister für Zeichnen und Malerei in Schulen. Unter seinen Schülern waren Percy Lindsay und dessen jüngerer Bruder Norman Lindsay.
1891 eröffnete er ein Atelier in Melbourne, in dem er auch seine erste private Ausstellung abhielt. Ab 1894 verbrachte Withers vier Jahre in einem Landhaus in Cape Street, Heidelberg. Dort entstanden einige seiner besten Arbeiten, die des Fin de siècle. 1894 wurde sein Meisterwerk, Tranquil Winter, in einer Ausstellung der Victorian Artists’ Society gezeigt und von den Kuratoren der National Gallery of Victoria gekauft. The Selector's Home (1895), war ein Erfolg, der die Bewunderung von Arthur Streeton und Fred McCubbin auf sich zog.
Withers ließ sich nieder nach einer steten Karriere als Maler, wenngleich nicht von Anfang an kommerziell erfolgreich. 1897 erhielt er den ersten Wynne-Preis in Sydney für sein Werk The Storm, das im gleichen Jahr von der Art Gallery of New South Wales gekauft wurde. 1889 wurde er in den Rat der Victorian Artists’ Society gewählt, und hatte 1905 deren Präsidentenamt für ein Jahr inne. Gegen Ende seines Lebens verschlechterte sich seine Gesundheit, doch er vollendete noch eine Reihe von Arbeiten, sowohl Öl- wie auch Aquarellbilder.
1914 starb er in Eltham, Victoria, und hinterließ seine Frau und vier Kinder.